# 布濟夫卡 (扎什基夫區)
49°7′14″N 30°5′21″E / 49.12056°N 30.08917°E

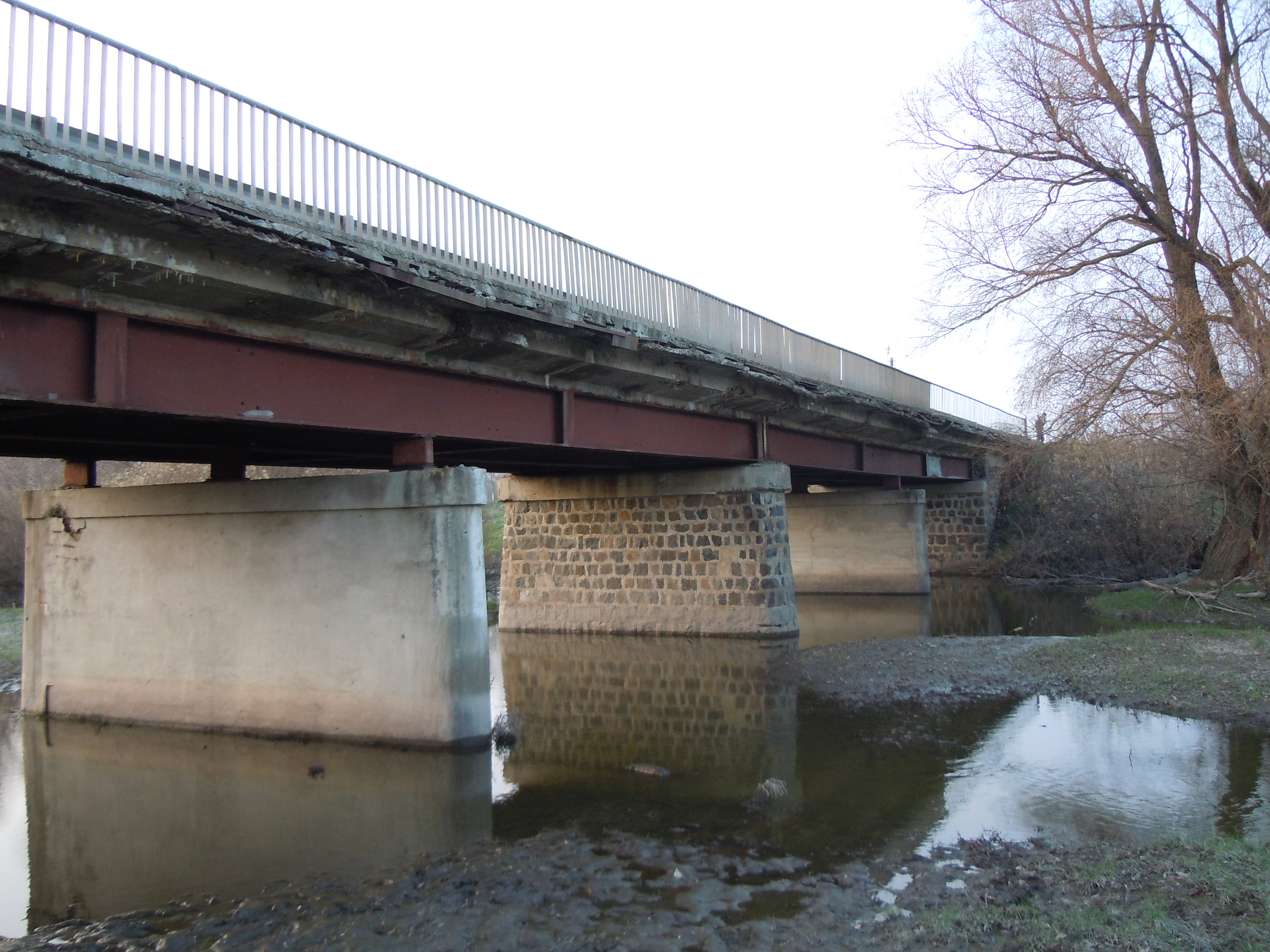

布濟夫卡（烏克蘭語：Бузівка）是位於烏克蘭中部的村莊，由切爾卡瑟州烏曼區的扎什基夫市鎮負責管轄。該村始建於1644年，面積4.5平方公里，海拔高度209米，2010年人口2,200，人口密度每平方公里463.1人。